# کارلی استون
کارلی استون (به انگلیسی: Carly Stone) کارگردان و فیلمنامه‌نویس کانادایی است.
از آثار برجسته او می‌توان به فیلم رمانتیک جدید (فیلم ۲۰۱۸) اشاره کرد.

## زندگی شخصی
استون در تورنتو توسط والدینی که از آفریقای جنوبی مهاجر بودند به دنیا آمد و بزرگ شد. او و شوهرش که یک وکیل است، خانه خود را در تورنتو می‌سازند.